# ラルフ・ベーベンロート
ラルフ・ベーベンロート（Ralf Bebenroth, 1968年 - ）は、日本の経営学者。神戸大学経済経営研究所教授。ドイツ生まれ。
主な研究領域はコーポレート・ガバナンスと人事管理。現在の研究課題は日本,ドイツと欧州のコーポレート・ガバナンスシステム。

## 略歴

### 学歴
- 1985年 8月 カッセル高等学校卒業
- 1992年 9月-1993年 7月 アメリカWOSU留学
- 1997年 3月 カッセル大学経済学部卒業
- 2001年 3月 カッセル大学博士（経営学）取得

### 職歴
- 1994年 3月 - 9月 スペインTRUE S.L.インターンシップ
- 1997年 - 1998年 M&Aコンサルティング(Frankfurt, Germany)
- 2001年 4月 - 2003年 4月 東京工業大学経済経営研究員
- 2003年 9月 - 2005年 5月 大阪経済大学経済経営研究員
- 2005年 5月 神戸大学経済経営研究所客員助教授
- 2006年 4月 神戸大学経済経営研究所特命助教授
- 2007年 4月 神戸大学経済経営研究所特命准教授
- 2009年 4月 神戸大学経済経営研究所准教授
- 2012年 同教授